# Tills solen går upp
Tills solen går upp är en svensk romantikfilm från 2021 med manus och regi av Peter Dalle. 

## Handling
Exen Peder och Hanna stöter på varandra efter flera år och är båda gifta. De upptäcker att de kan möta varandra när de drömmer med hjälp av en magisk bok. 

## Rollista
- Helen Sjöholm – Peders hustru
- Mikael Persbrandt – Peder
- Vanna Rosenberg – Hanna
- Peter Dalle – Hannas make
- Jennie Silfverhjelm
- Björn Gustafsson
- Filip Berg
- Rachel Mohlin
- Per Andersson
- Anneli Martini

## Produktion
Filmen producerades av Unlimited Stories i samarbete med Film i Väst, SVT, Nordisk Film och Nordsvensk Filmunderhållning under arbetsnamnen Tills sömnen skiljer oss åt och Drömliv.

## Mottagande
Filmen mottog övervägande negativa recensioner från kritiker och landade på ett snitt på 2,6 på kritiker.se.
Tills solen går upp sågs av 13 326 biobesökare i Sverige 2021 vilket gjorde det till den tionde mest sedda svenska filmen på bio det året.
Tills solen går upp har visats i SVT i april 2023, i augusti 2024 och i maj 2025.